# توبجي
توبچي (بالفارسية: توپچی) ومعناها «رجال المدفعية» هي أحدى القوى الرئيسيَّة في القوات المُسلحة الصفويَّة، تأسست في عهد الشاه إسماعيل الأول وعلى الرغم من أهميتهم الكبيرة بالنسبة للحُكُومة الصفويَّة لا يُعرف عنهم الكثير.